# Trhanov
Trhanov är en ort i Tjeckien.   Den ligger i regionen Plzeň, i den västra delen av landet, 140 km sydväst om huvudstaden Prag. Trhanov ligger 451 meter över havet och antalet invånare är 559.
Terrängen runt Trhanov är platt åt nordost, men åt sydväst är den kuperad.Runt Trhanov är det ganska glesbefolkat, med 24 invånare per kvadratkilometer. Närmaste större samhälle är Domažlice, 6,5 km öster om Trhanov. I omgivningarna runt Trhanov växer i huvudsak blandskog.